# Halimah Nakaayi
Halimah Nakaayi (ur. 16 października 1994 w Seeta z dystrykcie Mukono) – ugandyjska lekkoatletka specjalizująca się w biegach średnich.
Brązowa medalistka igrzysk afrykańskich w 2019 roku w biegu na 800 metrów. W tym samym sezonie została na tym dystansie mistrzynią świata. Brązowa medalistka halowych mistrzostw świata na 800 metrów z 2022 roku. W tejże konkurencji została srebrną medalistką igrzysk afrykańskich w Akrze.
Finalistka mistrzostw Afryki oraz uczestniczka igrzysk Wspólnoty Narodów. Uczestniczka igrzysk olimpijskich w 2016 w Rio de Janeiro i 2020 w Tokio w biegu na 800 metrów (oba razy odpadła w półfinale).
Rekordy życiowe w biegu na 800 metrów: stadion – 1:57,26 (20 lipca 2024, Londyn) rekord Ugandy; hala – 1:58,58 (17 lutego 2022, Liévin) rekord Ugandy.